# Triplisomeris triplisomeris
Triplisomeris triplisomeris là một loài thực vật có hoa trong họ Đậu. Loài này được Aubrév. & Pellegr. miêu tả khoa học đầu tiên năm 1958.